# Стрельба в ночном клубе в Колумбусе
Стрельба в ночном клубе в Колумбусе — массовое убийство, произошедшее 8 декабря 2004 года в ночном клубе Alrosa Villa города Колумбус штата Огайо в результате которого четыре человека были убиты и ещё трое ранены. Главной целью нападения был музыкант Даймбэг Даррелл Эбботт, который в момент стрельбы находился на сцене, выступая со своей группой Damageplan. Через три минуты после открытия огня нападавший, 25-летний Натан Гейл, был застрелен офицером полиции Джеймсом Ниггемайером.
Эбботт получил множественные огнестрельные ранения в голову и был объявлен мёртвым на месте происшествия. Другими жертвами стали Джеффри Томпсон, начальник охраны группы Damageplan, который схватил Гейла; Эрин Халк, работник клуба, который пытался сдержать Гейла, и 23-летний фанат Damageplan Натан Брэй, который выскочил на сцену, чтобы попытаться реанимировать Эбботта и Томпсона. Менеджер тура Крис Палукса и барабанный техник Джон Брукс были госпитализированы в Методистскую больницу Риверсайда, а члену дорожной команды Трэвису Бернетту была оказана помощь на месте происшествия.
Причина стрельбы не установлена. Гейл, бывший военнослужащий Корпуса морской пехоты США, сообщил своей матери и работодателю, что был демобилизован из-за параноидальной шизофрении, и многие его друзья отмечали неустойчивое поведение Гейла в течение нескольких месяцев, предшествовавших стрельбе. Некоторые СМИ утверждали, что Гейл был зол на Эбботта за распад его предыдущей группы Pantera, в то время как другие считали, что Гейл находился в заблуждении, что группа плагиатила его тексты и пыталась украсть его личность.
Ряд исполнителей хеви-метала после смерти Эбботта отдали дань уважения погибшему коллеге и другу, в то время как другие выступали за усиление безопасности на концертах, чтобы предотвратить ещё один подобный инцидент. Офицер Ниггемайер был награждён за свой поступок, но в 2011 году уволился из полиции с посттравматическим стрессовым расстройством. Брат Эбботта, барабанщик группы Pantera Винни Пол, был в обиде на вокалиста Фила Ансельмо за его предполагаемую роль в стрельбе и до самой своей смерти в 2018 году держался в стороне от других участников группы.

## Предыстория

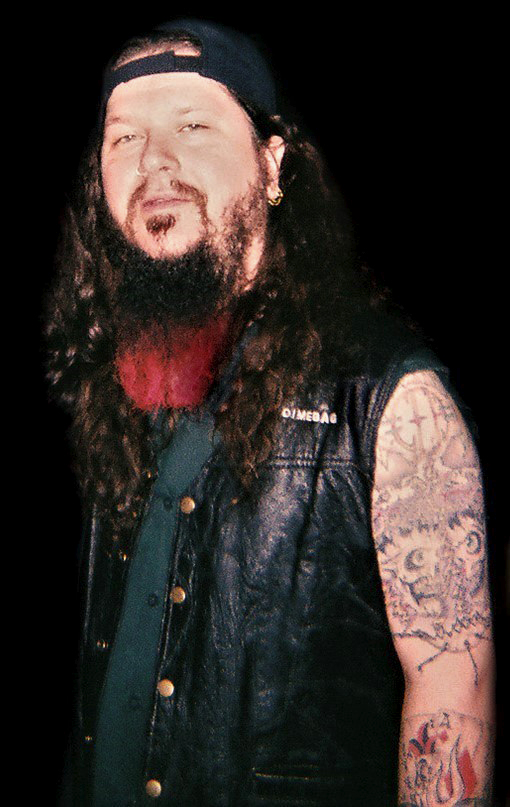
Даймбэг Даррелл

Гитарист Даррелл Лэнс Эбботт, более известный под сценическим псевдонимом Даймбэг Даррелл, основал американскую хэви-метал группу Pantera в 1981 году вместе со своим братом Винсентом Эбботтом, более известным как Винни Пол. После выхода альбома Reinventing the Steel в 2000 году между братьями Эбботтами и вокалистом Филом Ансельмо возникла напряженность, и хотя группа Pantera официально не распалась, к 2003 году участники группы перешли к другим проектам. Братья Эбботт наняли Патрика Лахмана, бывшего гитариста группы Halford, для создания хэви-метал группы Damageplan. В составе новой группы выпустили свой первый альбом New Found Power в феврале 2004 года и провели большую часть года в турне для продвижения этого альбома.
8 апреля 2004 года фанат Pantera по имени Натан Гейл прервал выступление Damageplan в Цинциннати, штате Огайо, запрыгнув на сцену и причинив ущерб в размере 1800 долларов осветительным приборам и другому сценическому оборудованию во время последовавшей за этим драки с полицией. Хотя офицеры, ответившие на звонок 911 в ночной клуб Bogart’s об инциденте, отметили действия Гейла как преступную угрозу и уничтожение имущества, Damageplan решили не выдвигать обвинений, так как не хотели возвращаться в Цинциннати для судебного разбирательства. Группа осталась равнодушной к этому инциденту, а Лахман в то время пошутил: «Я хотел бы представить вам пятого участника [нецензурное слово] группы».

## Ход событий
8 декабря 2004 года группа Damageplan была хедлайнером концерта в ночном клубе Alrosa Villa в Колумбусе, штат Огайо. Вместимость заведения составляла 600 человек, и на вечернее шоу было продано 250 билетов. Менеджер клуба Рик Каутела и другие посетители концерта заметили Гейла слоняющегося по парковке во время выступления групп Volume Dealer и 12 Gauge и спросили, почему он находится на улице, на что он ответил: «Я не хочу смотреть на дерьмовые местные группы […] Я подожду Damageplan». К тому времени, когда Damageplan вышли на сцену в 22:15, толпа выросла до 400 человек. Гейл вошел в зал, перелез через 6-футовый (1,8 м) деревянный забор на северной стороне зала и вошел через дверь во внутренний дворик. Гейл прошел мимо охранника, который пытался помешать ему попасть в клуб без билета.
В 22:20 на открытии концерта Damageplan исполняли песню «Breathing New Life», когда Гейл, одетый в хоккейную майку Columbus Blue Jackets на толстовку с капюшоном, выскочил на сцену и достал свой полуавтоматический пистолет Beretta 92FS 9-мм. Он направился прямо к Эбботту и выстрелил в него четыре раза в упор: по одному разу попав в правую щеку, левое ухо, затылок и правую руку. Джо Дамерон, басист группы Volume Dealer, сказал, что Гейл что-то кричал, но не знал что именно. Позднее сообщалось, что Гейл кричал: «Ты развалил Pantera». Некоторые из присутствующих не поняли, что произошла стрельба, а охранник Райан Мельхиор заявил: «Люди размахивали кулаками, думая, что это розыгрыш».
Застрелив Эбботта, Гейл начал стрелять в других присутствующих, начиная с менеджера тура Криса Палуска, который получил один выстрел в грудь, прежде чем 40-летний начальник охраны Damageplan Джеффри «Мэйхем» Томпсон схватил его сзади. Томпсон был смертельно ранен в грудь, спину и верхнюю часть бедра когда пытался удержать Гейла. Натан Брей, 23-летний фанат Damageplan, прыгнул на сцену и был смертельно ранен в грудь, когда пытался реанимировать Эбботта и Томпсона. Эрин «Стоуни» Халк, 29-летний сотрудник Alrosa Villa, который либо помогал Томпсону, либо напал на Гейла, пока тот перезаряжался, был смертельно ранен шестью выстрелами: четыре раза в грудь, один раз в руку и один раз в ногу. Трэвис Бернетт, член дорожной команды Volume Dealer, попытался разоружить Гейла и был ранен пулей в левое предплечье. Бернетт попытался скрыться с места происшествия , однако барабанный техник Джон «Кэт» Брукс попытался обезвредить Гейла. Он был дважды ранен в ногу и взят в заложники. Прибывший через три минуты по вызову диспетчера 911 офицер полиции Колумбуса Джеймс Ниггемайер вошел в клуб через закулисную дверь и выстрелил в Гейла один раз в голову из ружья 12 калибра Remington 870, убив его. На момент смерти Гейла в его пистолете Beretta был наполовину полный магазин в и ещё 30 патронов при себе.
Фанаты унесли Эбботта со сцены и пытались провести сердечно-легочную реанимацию, пока на место происшествия не прибыли парамедики, которые констатировали смерть Эбботта. Ему было 38 лет. Томпсон и Халк также были объявлены мертвыми на месте происшествия, а Брей был доставлен в Методистскую больницу Риверсайда, но скончался в 23:10. Палуска и Брукс также были доставлены в Риверсайд, где они в конечном итоге выжили и оправились от полученных травм. Бернетт получил помощь на месте происшествия и отказался от транспортировки в больницу.

## Преступник
Натан Гейл родился 11 сентября 1979 года в Мэрисвилле, штат Огайо. Он был рестлером в средней школе Бенджамина Логана, но перевелся в среднюю школу Мэрисвилла в середине первого курса, а затем поступил в Объединенную профессиональную школу Хай-Пойнт штата Огайо, где изучал строительство и электромонтажные работы, которую окончил в 1998 году. После окончания школы он жил с матерью, работал на разных работах с минимальной зарплатой и злоупотреблял наркотиками. Гейл часто жаловался на то, что за ним следят, и его мать Мэри Кларк списывала его состояние на употребление наркотиков. После того как Гейл в наркотическом опьянении напал свою мать с ножом, то он был выгнан из дома и зарабатывал себе на жизнь попрошайничеством и воровством, пока не согласился пройти программу реабилитации наркоманов. Его столкновения с правоохранительными органами в это время были незначительными: несколько обвинений в незаконном проникновении на территорию, когда он катался на скейтборде, а также один случай, когда его обвинили в краже на работе.
В феврале 2002 года, вдохновленный терактами 11 сентября, Гейл поступил на службу в Корпус морской пехоты США. Гордясь новой карьерой сына, Кларк купила пистолет Beretta в качестве рождественского подарка Гейлу после окончания им базовой подготовки. Он был демобилизован в Кэмп-Лежен в Северной Каролине во 2-й дивизии морской пехоты до ноября 2003 года, менее чем наполовину пройдя обычный четырёхлетний срок службы. Представитель Корпуса морской пехоты отказался объяснить причину увольнения Гейла из армии. Гейл сказал матери, что его демобилизовали из-за диагноза параноидальной шизофрении, и он вернулся с лекарствами, но после возвращения домой отказался от дополнительного лечения. После увольнения Департамент по делам ветеранов нашел Гейлу работу механика, и он сообщил о своем состоянии работодателю, Ричу Ченкуле. Вскрытие, проведенное коронерской службой округа Франклин, не выявило в организме Гейла никаких следов наркотиков, ни рецептурных, ни каких-либо других.
При росте 6 футов 3 дюйма (1,91 м) и весе 266 фунтов (121 кг) Гейл решил заняться боксом и американским футболом после увольнения из армии. Он присоединился к полупрофессиональной футбольной команде Lima Thunder на северо-западе штата Огайо в качестве лайнменом нападения и перед играми слушал Pantera. Гейл, всю жизнь увлекавшийся хэви-металом, стал одержим группой Pantera, когда учился в средней школе, и остался привязанным к ней даже после её распада в 2003 году. Бывший друг Гейла, Дэйв Джонсон рассказал журналистам, что Гейл явился в дом их общего друга с текстами песен Pantera, которые, по его словам, принадлежали ему, и что Гейл утверждал, что Pantera украли у него тексты и пытались украсть его личность. Многие друзья Гейла стали отдаляться от него, поскольку его поведение становилось все более непредсказуемым; однажды он сказал своему бывшему другу Марку Брейку, что Бог просит его убить Мэрилина Мэнсона. Другие отмечали, что он разговаривал и смеялся сам с собой, делал вид, что держит воображаемую собаку, и также он приставал к посетителям тату-салона через дорогу от его квартиры, пялясь на клиентов и вовлекая их в разговоры о музыке хэви-металл.
Гейл был относительно неизвестен в Мэрисвилле, в городе с населением около 16 000 человек. Соседи вспоминали его как тихого и замкнутого человека и отмечали, что он носил толстые очки в темной оправе. Его неоднократно останавливали за нарушения правил дорожного движения, и он был обвинен в незаконном проникновении в помещения для скейтбординга в супермаркете в 1997 году и за ночевку на улице в 1998 году. На момент стрельбы Гейл жил один в квартире над заброшенным магазином. После стрельбы полицейские нашли в его квартире две записки, написанные от руки. В одной из записок говорилось:

«Вот увидишь, оживёшь. Я заберу твою жизнь, и сделаю её своей. Это моя жизнь, я ухожу. Поймай меня».
Оригинальный текст (англ.)«You'll see come alive. I'll take your life and make it mine. This is my life I'm gone. Git me».

Другая гласила:

«Ты увидишь, как падает небо. Я заставлю свинью летать. Давай, дай мне немного, Давай, дай мне немного. Сделай это и умри, Сделай это и умри».
Оригинальный текст (англ.)«You'll see the sky fall. I'll makes Pig fly. Come on and give me some, Come on give me some. Do it and Die, Do it and Die».

## Последствия
После стрельбы изначально было принято считать, что мотивом для Гейла послужил распад группы Pantera, в первоначальных сообщениях утверждалось, что он выкрикнул «Ты развалил Pantera» или «Это за то, что развалил Pantera», прежде чем открыть огонь, но эти заявления так и не были подтверждены посетителями клуба. Другие ссылались на интервью Metal Hammer с Ансельмо, опубликованное незадолго до стрельбы, в котором Ансельмо высказался, что Эбботт «заслуживает серьёзной трёпки». Следователи не нашли доказательств того, что Гейл был мотивирован либо распадом Pantera, либо конфликтом между Эбботтом и Ансельмо, и не смогли найти доказательств того, что Гейл читал интервью. Тот факт, что стрельба произошла ровно через 24 года после убийства Джона Леннона, также был сочтён случайным. Прослушав интервью Metal Hammer, Винни Пол пришёл к выводу, что Ансельмо не шутил насчет «серьёзной трёпки», и с этого момента он отказался от общения с Ансельмо или басистом Рексом Брауном. Хотя обсуждались планы воссоединительного тура Pantera, в котором музыкант Закк Уайлд заменит погибшего Эбботта, но разрыв Пола с оставшимися музыкантами группы сохранялся до его смерти в 2018 году.
Ниггемайер, дежурный офицер полиции, применивший смертоносную силу, предстал перед большим жюри присяжных в качестве стандартной процедуры, чтобы определить, были ли какие-либо правонарушения. Прокурор Рон О’Брайен не ожидал, что Ниггемайеру будут предъявлены обвинения, и 23 мая 2005 года с него были сняты все обвинения. Ниггемайер получил ряд наград за свои действия во время перестрелки: он был финалистом конкурса на получение награды за храбрость, присуждаемой организацией America’s Most Wanted, был удостоен награды Distinguished Law Enforcement Valor Award от генерального прокурора Огайо Джима Петро, и был назван сотрудником правоохранительных органов года в 2005 году Национальной стрелковой ассоциацией. Мать Гейла назвала Ниггемайера «героем», и сказала журналистам: «Я отдаю этому человеку должное. Вы никогда не узнаете, сколько жизней он спас». Ниггемайер оставался в полиции первого реагирования в течение трех лет, а затем стал детективом в отделе по ограблениям по совету врачей, которые диагностировали у него посттравматическое стрессовое расстройство и тяжелое тревожное расстройство. Он ушел из полицейского управления Колумбуса в 2011 году, чтобы получить другую работу в городе, и остался другом как для менеджера Damageplan Рика Каутелы, так и для брата Халка — Энди.
Стрельба вызвала обеспокоенность в музыкальном сообществе по поводу безопасности на концертах и распространенности случаев, когда фанаты запрыгивают на сцену. Гитарист Anthrax Скотт Иэн сказал, что после убийства Эбботта его мнение о выбегающих на сцену изменилось: «Мне плевать, как вы веселитесь. Не лезьте на сцену». Сразу после стрельбы многие концертные площадки ужесточили свои стандарты безопасности, нанимая в качестве охранников полицейских, не находящихся на службе, более тщательно проверяя карманы и сумки посетителей, а в некоторых случаях изучая сет-листы, чтобы предугадать, когда фанаты могут доставить беспокойство. Однако к 2014 году барабанщик Cannibal Corpse Пол Мазуркевич и гитарист We Are Harlot Джефф Джордж отметили, что многие концертные площадки, с ограниченным бюджетом, сокращали свои протоколы безопасности. Когда в 2016 году певица Кристина Гримми была смертельно ранена одержимым фанатом во время автограф-сессии у концертного зала The Plaza Live во Флориде, где не было металлоискателей, то официальный аккаунт Pantera в Facebook призвал концертные площадки и промоутеров повысить уровень безопасности для защиты артистов.
Ночной клуб Alrosa Villa был выставлен на продажу в конце 2019 года после смерти его основателей, Эла и Розы. Их дети продолжали управлять заведением до 2020 года, когда пандемия COVID-19 заставила закрыть музыкальные заведения и бары на неопределенное время. В июне 2021 года город Колумбус объявил, что заведение будет снесено, а на его месте построят доступное жильё. Alrosa Villa была снесена в декабре 2021 года.

## Память
Даймбэг Даррелл был похоронен на Мемориальном кладбище Мура в Арлингтоне, штат Техас. На церемонии прощания присутствовали Эдди Ван Хален, Закк Уайлд, Джерри Кантрелл и другие. Ван Хален, который являлся кумиром для Эбботта, отдал свою гитару «Bumblebee», чтобы положить инструмент в гроб Kiss Kasket, предоставленным Джином Симмонсом.
Эбботт был популярной фигурой в сообществе хэви-метал, и его смерть вызвала массовое выражение скорби среди других групп и артистов того времени. Одними из первых, кто отдал дань уважения Эбботту, была группа Black Label Society, чей клип на песню «In This River» изображает Уайлда и Эбботта детьми, пытающимися переплыть реку; Уайлд выжил, а Эбботт — нет. Участники коллектива Type O Negative, которые были близкими друзьями Эбботта, ждали до 2007 года, чтобы выпустить трек «Halloween in Heaven» из альбома Dead Again. Фронтмен Питер Стил сказал тогда MTV: «Я не хотел использовать имя [Эбботта], потому что это произошло так скоро после его смерти». Винни Пол подарил Nickelback неизданное 24-секундное гитарное соло Даймбэга, которое включили в песню 2005 года «Side of a Bullet», описывающий стрельбу с точки зрения убийцы. Другие песни, посвященные памяти Эбботта, включают «Dimes in Heaven» группы Brides of Destruction и «Dimebag» от Cross Canadian Ragweed, а альбомы выпущенные в 2005 году Ten Thousand Fists группы Disturbed, Lifesblood for the Downtrodden группы Crowbar, и Start a War группы Static-X были посвящены памяти Эбботта.
М. Шэдоус из Avenged Sevenfold никогда не встречался с Эбботтом, но он был потрясен смертью одного из двух своих «величайших гитарных героев», вторым которым является Слэш, выпущенном треке «Betrayed» в альбоме City of Evil, где он анализирует события с разных точек зрения, что являлось «способом Шэдоуса разобраться со всем этим после того, как это случилось». Machine Head, тем временем, вдохновились на написание песни «Aesthetics of Hate» после того, как фронтмен Робб Флинн прочитал статью Уильяма Грима, где он восхвалял Гейла за убийство «получеловека-варвара». Песня была номинирована на 50-й церемонии вручения премии Грэмми как Лучшее метал-исполнение.

#### Комментарий
1. ↑  Позже Палуска подтвердит, что в него стреляли до Эбботта

#### Прочие источники
1. ↑  Abbott, Darrell Lance [Dimebag Darrell]. TSHA Online. Дата обращения: 22 июня 2022. Архивировано 20 мая 2021 года.
2. ↑  Pantera Look Back on 'Reinventing the Steel,' Breakup and Beyond (англ.). Revolver (21 марта 2019). Дата обращения: 22 июня 2022. Архивировано 3 августа 2021 года.
3. ↑  Archive-Jon-Wiederhorn. Time To Put A Vulgar Display Of Flowers At Pantera's Grave? (англ.). MTV News. Дата обращения: 22 июня 2022. Архивировано 25 июня 2022 года.
4. ↑  Archive-Jon-Wiederhorn. Damageplan Put Pantera Behind Them With New Found Power (англ.). MTV News. Дата обращения: 22 июня 2022. Архивировано 25 июня 2022 года.
5. ↑  Crain, 2009, с. 210.
6. ↑  Nightclub Gunman Had Prior Fight With ‘Dimebag’ (амер. англ.). Billboard (13 апреля 2005). Дата обращения: 23 июня 2022. Архивировано 25 июня 2022 года.
7. ↑  Clipping from The Cincinnati Enquirer (англ.). Newspapers.com (21 октября 2021). Дата обращения: 23 июня 2022. Архивировано 21 октября 2021 года.
8. 1 2  Police Confirm DIMEBAG's Murderer Was Dragged Off DAMAGEPLAN Stage In Cincinnati (англ.). Blabbermouth (13 апреля 2005). Дата обращения: 23 июня 2022. Архивировано 25 февраля 2021 года.
9. 1 2 3 4  Peter Wilkinson. Behind the Murder of 'Dimebag' Darrell (амер. англ.). Rolling Stone (30 декабря 2004). Дата обращения: 23 июня 2022. Архивировано 10 марта 2021 года.
10. 1 2 3 4 5 6  January 16, 2005: Three minutes of Hell - News (англ.). The Columbus Dispatch (13 августа 2020). Дата обращения: 23 июня 2022. Архивировано 13 августа 2020 года.
11. 1 2 3  Dimebag Darrell killing 'not motivated by Pantera split' (брит. англ.). NME (21 октября 2005). Дата обращения: 23 июня 2022. Архивировано 13 августа 2021 года.
12. ↑  Dimebag's Death RAW FOOTAGE !!! YouTube. Дата обращения: 25 июня 2022. Архивировано 25 июня 2022 года.
13. 1 2  Lyman, Rick (10 декабря 2004). After a Concert Shooting, a 'Who' but Not a 'Why'. The New York Times (англ.). Архивировано 8 марта 2021. Дата обращения: 23 июня 2022.
14. 1 2  Crain, 2009, с. 229.
15. ↑  Jon Wiederhorn. 17 Years Ago: Dimebag Darrell Killed Onstage (англ.). Loudwire. Дата обращения: 23 июня 2022. Архивировано 17 августа 2021 года.
16. 1 2  BriAn Williams and Corky Siemaszko. Dimebag Darrell is killed by Pantera fan in 2004 (англ.). New York Daily News. Дата обращения: 23 июня 2022. Архивировано 26 января 2021 года.
17. 1 2  Crain, 2009, с. 230.
18. 1 2  Titus, Christa. The Night ‘Dimebag’ Darrell Died: Remembering the Other Victims (амер. англ.). Billboard (8 декабря 2014). Дата обращения: 23 июня 2022. Архивировано 25 июня 2022 года.
19. 1 2  Crain, 2009, с. 231.
20. 1 2 3 4  While my guitar gently weeps (амер. англ.). Columbus Monthly. Дата обращения: 24 июня 2022.
21. ↑  Sam Howe Verhovek, Geoff Boucher and P.J. HuffStutter. Heavy-Metal Fans Shaken by Killings in Ohio Club (амер. англ.). Los Angeles Times (10 декабря 2004). Дата обращения: 24 июня 2022. Архивировано 9 марта 2021 года.
22. 1 2  Meyers & Meyers-Walker, 2010, с. 132.
23. ↑  Inside The Mind Of A Killer (амер. англ.). CBS News. Дата обращения: 24 июня 2022. Архивировано 2 мая 2021 года.
24. ↑  Meyers & Meyers-Walker, 2010, с. 133.
25. 1 2 3  Kinser, April. Man who killed 'Dimebag' Darrell Abbott was upset by Pantera's breakup, ex-friend says (англ.). Dallas News (13 декабря 2004). Дата обращения: 24 июня 2022. Архивировано 8 марта 2021 года.
26. ↑  Andy Resnik. Nightclub shooting suspect listened to dead guitarist's music (амер. англ.). Plainview Herald (9 декабря 2004). Дата обращения: 24 июня 2022. Архивировано 8 марта 2021 года.
27. 1 2  Williamson, Chad. DIMEBAG Murderer's Mother Speaks Again: My Son's Killer Is A Hero (англ.). Blabbermouth (21 декабря 2004). Дата обращения: 24 июня 2022. Архивировано 25 февраля 2021 года.
28. 1 2  Anita Chang. Friends describe bizarre behavior of gunman in band shooting (амер. англ.). The Seattle Times (11 декабря 2004). Дата обращения: 24 июня 2022. Архивировано 13 июля 2020 года.
29. ↑  Gil Kaufman. Dimebag's Killer Was A Stranger In His Neighborly Hometown (англ.). MTV News. Дата обращения: 24 июня 2022. Архивировано 25 июня 2022 года.
30. ↑  Survivors recall terrifying moments that unfolded during Alrosa Villa shooting (англ.). WBNS-10TV Columbus, Ohio (16 апреля 2019). Дата обращения: 24 июня 2022. Архивировано 16 апреля 2019 года.
31. ↑  Crain, 2009, с. 233—234.
32. 1 2  Crain, 2009, с. 234.
33. ↑  Archive-Chris-Harris. Investigation Into Dimebag Killing Finds No Connection To Pantera Split (англ.). MTV News. Дата обращения: 24 июня 2022. Архивировано 25 июня 2022 года.
34. ↑  Martin Kielty. Why Vinnie Paul Refused to Reunite Pantera (англ.). Ultimate Classic Rock. Дата обращения: 24 июня 2022. Архивировано 8 марта 2021 года.
35. ↑  Hadusek, Jon. Philip Anselmo open to teaming up with Rex Brown and Zakk Wylde for Pantera tribute shows (амер. англ.). Consequence (17 сентября 2019). Дата обращения: 24 июня 2022. Архивировано 21 октября 2021 года.
36. ↑  Chris Harris. Officer Cleared In Shooting Of 'Dimebag' Darrell Abbott's Killer (англ.). MTV News. Дата обращения: 24 июня 2022. Архивировано 25 июня 2022 года.
37. ↑  Officer Who Took Out DIMEBAG's Killer Talks About Deadly Nightclub Shootings (англ.). Blabbermouth (10 мая 2005). Дата обращения: 24 июня 2022. Архивировано 25 февраля 2021 года.
38. ↑  Crain, 2009, с. 262.
39. ↑  A Half-Century of Service (англ.). American Rifleman (8 марта 2021). Дата обращения: 24 июня 2022. Архивировано 8 марта 2021 года.
40. ↑  Concert killer was mentally ill, mother says (англ.). NBC News. Дата обращения: 24 июня 2022. Архивировано 1 апреля 2021 года.
41. ↑  Alrosa Villa rampage a decade ago has left scars, bonds among 3 men - News (англ.). The Columbus Dispatch (2 июля 2021). Дата обращения: 24 июня 2022. Архивировано 2 июля 2021 года.
42. ↑  Jon WiederhornJon Wiederhorn. 17 Years Ago: Dimebag Darrell Killed Onstage (англ.). Loudwire. Дата обращения: 24 июня 2022. Архивировано 17 августа 2021 года.
43. ↑  Steve Knopper. Are Concert Venues Any Safer After Dimebag Darrell's Murder? (амер. англ.). Rolling Stone (8 декабря 2014). Дата обращения: 24 июня 2022. Архивировано 13 марта 2021 года.
44. ↑  Coleman, Miriam. Pantera Calls for Artist Protection After Grimmie Shooting (амер. англ.). Rolling Stone (12 июня 2016). Дата обращения: 24 июня 2022. Архивировано 19 октября 2021 года.
45. ↑  Club where Dimebag Darrell was killed demolished 17 years later: Watch (амер. англ.). Consequence (8 декабря 2021). Дата обращения: 24 июня 2022. Архивировано 2 января 2022 года.
46. ↑  Ed Pays Respects To Dimebag Darrell. web.archive.org (17 июля 2011). Дата обращения: 25 июня 2022. Архивировано 17 июля 2011 года.
47. 1 2  Kielty, Martin. How Dimebag Darrell's Memory Has Been Kept Alive for 15 Years (англ.). Ultimate Classic Rock. Дата обращения: 25 июня 2022. Архивировано 10 апреля 2021 года.
48. ↑  Archive-Jon-Wiederhorn. Zakk Wylde Pays Tribute To Dimebag Darrell In Black Label Society Clip (англ.). MTV News. Дата обращения: 25 июня 2022. Архивировано 6 мая 2021 года.
49. ↑  Archive-Chris-Harris. Type O Negative Remember Dimebag Darrell On 'Positive' New LP (англ.). MTV News. Дата обращения: 25 июня 2022. Архивировано 25 июня 2022 года.
50. ↑  Archive-Jon-Wiederhorn. Unreleased Dimebag Solo Included On Nickelback's Tribute Song (англ.). MTV News. Дата обращения: 25 июня 2022. Архивировано 25 июня 2022 года.
51. ↑  BRIDES OF DESTRUCTION Frontman Discusses DIMEBAG Tribute Track 'Dimes In Heaven' (англ.). Blabbermouth (11 августа 2005). Дата обращения: 25 июня 2022. Архивировано 25 февраля 2021 года.
52. ↑  Crain, 2009, с. 264.
53. ↑  DISTURBED Frontman Says DIMEBAG's Death Was The '9/11 Of Rock' (англ.). Blabbermouth (7 октября 2005). Дата обращения: 25 июня 2022. Архивировано 8 марта 2021 года.
54. ↑  Crowbar Lifesblood For The Downtrodden (англ.). Exclaim!. Дата обращения: 25 июня 2022. Архивировано 24 февраля 2021 года.
55. ↑  Static-X Start a War (англ.). Exclaim!. Дата обращения: 25 июня 2022. Архивировано 2 марта 2021 года.
56. ↑  Jon Wiederhorn. Avenged Sevenfold Salute Dimebag, Shun Metalcore On Evil (англ.). MTV News. Дата обращения: 25 июня 2022. Архивировано 7 ноября 2020 года.
57. ↑  See James Hetfield Rip Through "Aesthetics of Hate" With Machine Head Live in 2009 (англ.). Revolver (27 марта 2018). Дата обращения: 25 июня 2022. Архивировано 21 октября 2021 года.
58. ↑  MACHINE HEAD Frontman Comments On GRAMMY Nod (англ.). Blabbermouth (8 января 2008). Дата обращения: 25 июня 2022. Архивировано 29 апреля 2016 года.